# Vlaggen van gebieden met separatistische of irredentistische bewegingen
Dit artikel geeft een overzicht van vlaggen van gebieden met separatistische of irredentistische bewegingen. Onder irredentisme verstaat men het verlangen tot aansluiting bij een ander land. Gebieden die alleen in het verleden separatistische of irredentistische bewegingen kenden, zijn niet in de lijst opgenomen.
Ook separatistische microgebieden (micronaties) zijn niet in de lijst opgenomen. Landen die internationaal gezien niet of slechts deels erkend worden, maar de facto wel onafhankelijk zijn (zoals Somaliland of Zuid-Ossetië), zijn niet op deze pagina opgenomen. Deze vlaggen zijn te zien in het artikel Vlaggen van staten met beperkte erkenning.

## Afrika

Vlag van Agadez
Vlag van Ambazonië
Vlag van Anjouan
Vlag van de Rif-Republiek
Vlag van Azawad
Vlag van Bakassi
Vlag van Barotseland
Vlag van Biafra
Vlag van Bioko
Vlag van Cabinda
Vlag van de Canarische Eilanden
Vlag van de Caprivistrook
Vlag van Casamance
Vlag van Darfur
Vlag van Jubaland
Vlag van de Kaapprovincie
Vlag van Kabylië
Vlag van Katanga
Vlag van Maakhir
Vlag van Mayotte
Vlag van Mohéli
Vlag van de Nigerdelta
Vlag van de Noordelijke Regio's
Vlag van Ogaden
Vlag van Ogoniland
Vlag van Puntland
Vlag van Réunion
Vlag van Somaliland
Vlag van de Volkstaat
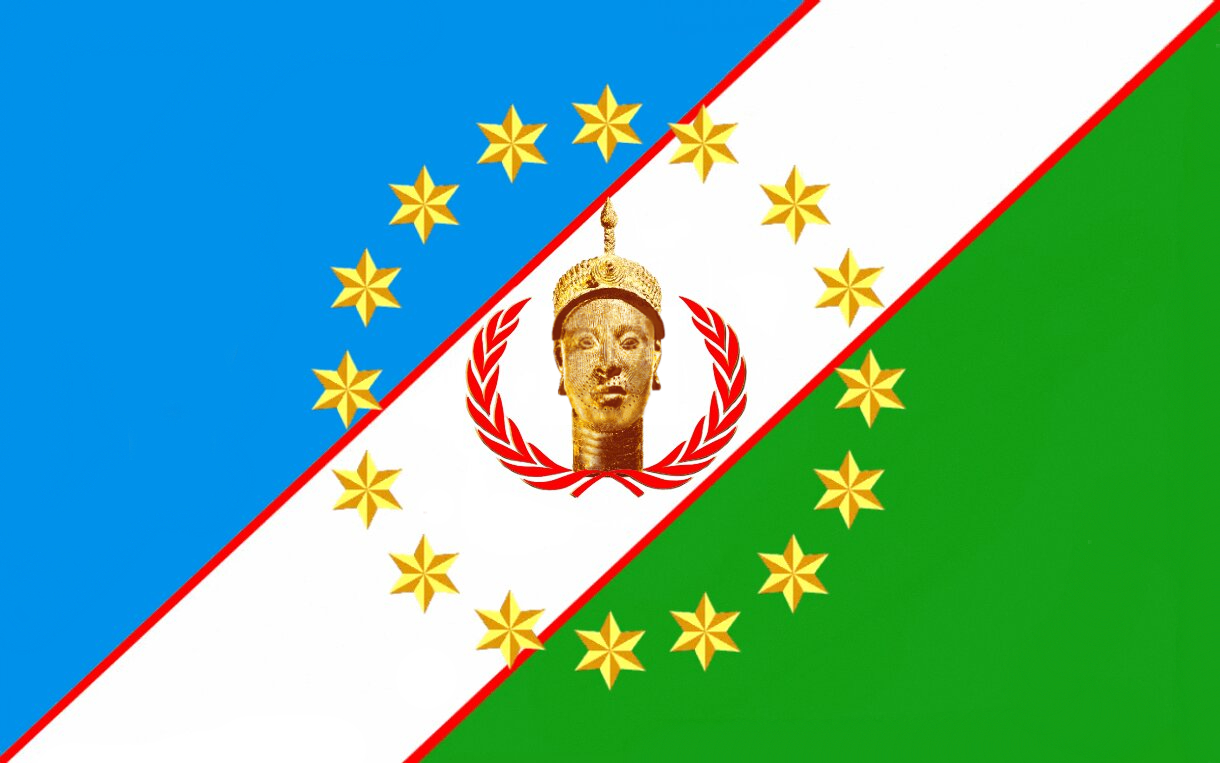
Vlag van Yoruba
Vlag van Zuidwest-Somalië

## Azië

Vlag van Altaj
Vlag van Arakan
Vlag van Arunachal Pradesh
Vlag van Assam
Vlag van Assyrië
Vlag van Atjeh
Vlag van Badachsjan
Vlag van Bangsamoro
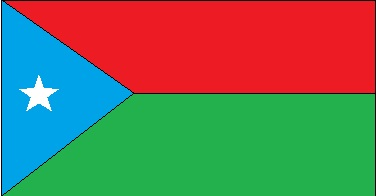
Vlag van Beloetsjistan
Vlag van Binnen-Mongolië
Vlag van Bodoland
Vlag van Boerjatië
Vlag van Chakassië
Vlag van Chin
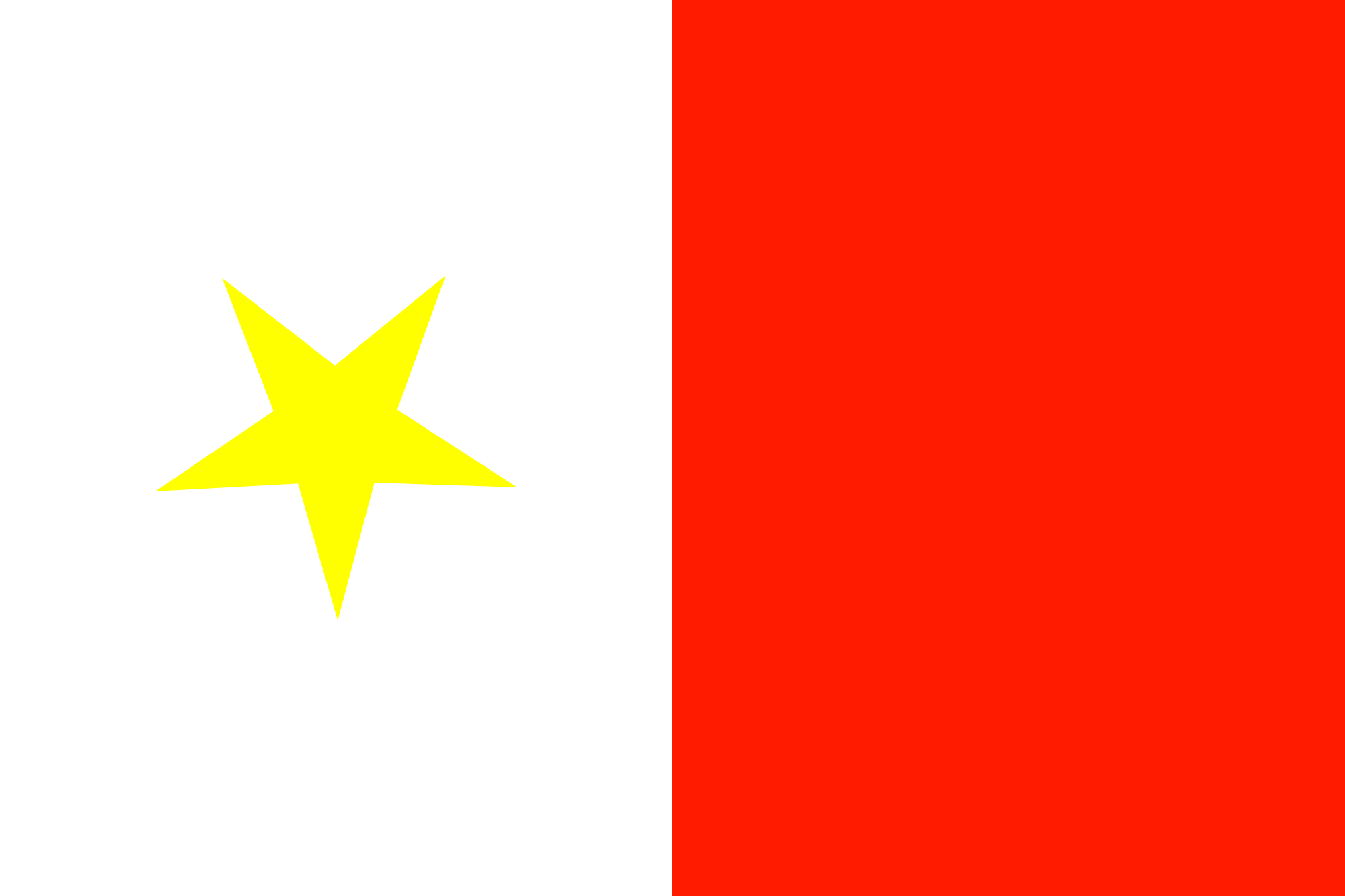
Vlag van Chittagong Hill Tracts
Vlag van Gilgit-Baltistan
Vlag van Gorno-Badachsjan
Vlag van Hatay
Vlag van Jakoetië
Vlag van Jammu en Kasjmir
Vlag van Kachinland
Vlag van Karen
Vlag van Khalistan
Vlag van Khuzestan
Vlag van Koerdistan
Vlag van Kukiland
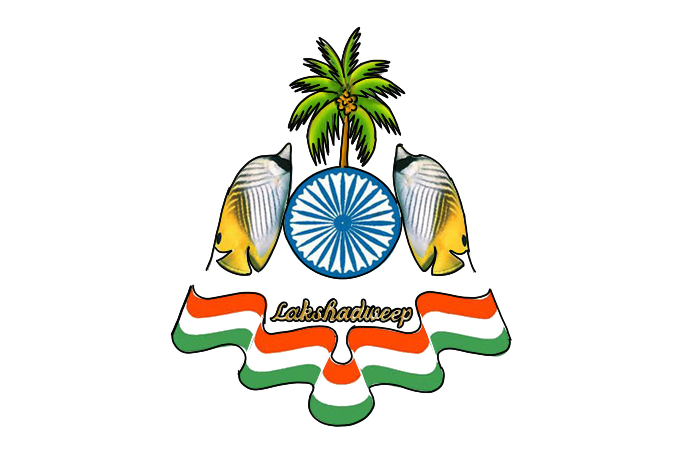
Vlag van de Laccadiven
Vlag van Manipur
Vlag van Mon
Vlag van Nagorno-Karabach
Vlag van Nagaland
Vlag van Oost-Turkestan
Vlag van Palestina
Vlag van Pattani
Vlag van Pathanistan
Vlag van de Riukiu-eilanden
Vlag van Shan
Vlag van Siberië
Vlag van Sindhudesh
Vlag van Tamil Eelam
Vlag van Tibet
Vlag van Toeva
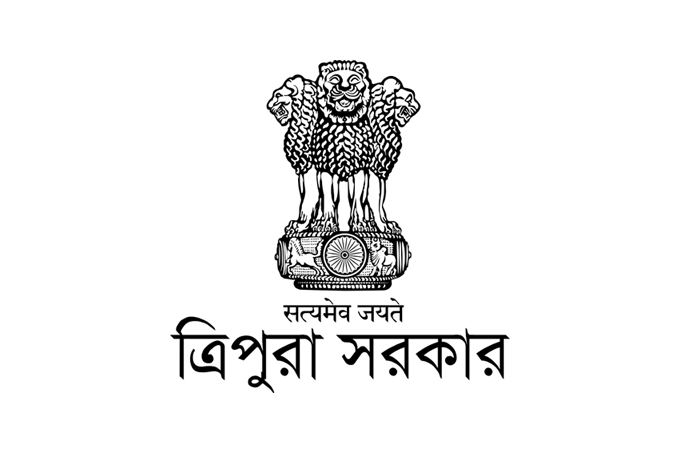
Vlag van Tripura
Vlag van Turkmeneli
Vlag van de West-Papoea
Vlag van Zomi
Vlag van Zuid-Jemen
Vlag van Zuid-Molukken

## Europa

Vlag van Adygea
Vlag van Åland
Vlag van Andalusië
Vlag van Asturië
Vlag van Basjkirostan
Vlag van Baskenland
Vlag van Beieren
Vlag van Bretagne
Vlag van Catalonië
Vlag van Cornwall
Vlag van Corsica
Vlag van Dagestan
Vlag van de Oblast Donetsk
Vlag van Elzas-Lotharingen
Vlag van de Faeröer
Vlag van Drenthe
Vlag van Friesland
Vlag van Galicië
Vlag van Gibraltar
Vlag van Ingoesjetië
Vlag van Itsjkerië
Vlag van Kabardië-Balkarië
Vlag van Kalmukkië
Vlag van Karatsjaj-Tsjerkessië
Vlag van Karelië
Vlag van de Krim
Vlag van Komi
Vlag van Lapland
Vlag van Limburg
Vlag van Londen
Vlag van Man
Vlag van Mari El
Vlag van Moravië
Vlag van Mordovië
Vlag van Nice
Vlag van Noord-Epirus
Vlag van Noord-Ierland
Vlag van Normandië
Vlag van Occitanië
Vlag van Oedmoertië
Vlag van Opper-Silezië
Vlag van Padanië
Vlag van Sardinië
Vlag van Sicilië
Vlag van Savoye
Vlag van Schotland
Vlag van de Servische Republiek
Vlag van Servisch Krajina
Vlag van Tatarije
Vlag van Tsjoevasjië
Vlag van Veneto
Vlag van Vlaanderen
Vlag van Vojvodina
Vlag van Wales
Vlag van Wallonië
Vlag van Zuid-Tirol

## Noord-Amerika

Vlag van Alaska
Vlag van de Amerikaanse Maagdeneilanden
Vlag van Brits-West-Indië
Vlag van de Franse Antillen
Vlag van Groenland
Vlag van de Republiek Lakota
Vlag van de Nederlandse Antillen
Vlag van Nevis
Vlag van Puerto Rico
Vlag van Québec
Vlag van Texas
Vlag van Vermont

## Oceanië

Vlag van de Cocoseilanden
Vlag van Cookeilanden
Vlag van Bougainville
Vlag van Frans-Polynesië
Vlag van Guam
Vlag van Hawaï
Vlag van Nieuw-Caledonië
Vlag van de Noordelijke Marianen
Vlag van Pitcairneilanden
Vlag van Rotuma
Vlag van Tokelau
Vlag van Wallis en Futuna

## Zuid-Amerika

Vlag van Frans-Guyana
Vlag van Patagonië
Vlag van Mapuche
Vlag van Regio Zuid
Vlag van Rio Grande do Sul
Vlag van São Paulo